# Шельтинг, Владимир Владимирович
Влади́мир Влади́мирович Ше́льтинг (10 августа 1864, Одесса, Херсонская губерния — 9 сентября 1921, Петроград) — русский контр-адмирал (1917), представитель 5-го поколения рода Шельтингов в России. Православный, был женат, имел двух сыновей. Знал французский и английский языки.

## Биография
Из дворян Санкт-Петербургской губернии, родился 10 августа 1864 года в Одессе. Третий ребенок в семье капитана 1-го ранга В. Р. Шельтинга и Вильгельмины Генриетты (урожд. баронессы Неттельгорст). Отец Владимира Владимировича, служил в этот период на коммерческих судах в РОПиТ.

## Служба
16 октября 1878 года, по прошению родителей, зачислен в Морское училище. В службе с 1881 года. Окончил Морское училище 46-м по успеваемости. В 1883 году произведён в гардемарины, 1 октября 1884 года в мичманы и зачислен в 6-й флотский экипаж.
В 1886 году окончил стрелковую команду. В 1886—1890 годах окончил курсы учебно-артиллерийской команды Балтийского флота. В 1891 году произведен в чин лейтенанта. В 1892 году назначен старшим артиллерийским офицером мореходной канонерской лодки «Бобр». В 1896 году окончил артиллерийский офицерский класс, зачислен в артиллерийские офицеры 1-го разряда.
На «Бобре» участвовал в китайских походах. Участник штурма фортов Таку. Награждён орденом Святого Владимира IV степени с мечами и бантом, французским орденом Почётного легиона кавалерского креста и японским орденом Священного сокровища.
В 1901 году назначен командовать миноносцем «Скат». В этом же году переведён на крейсер II ранга «Забияка» в должность старшего офицера, далее до 1903 года командовал этим кораблём. После командовал миноносцем «Грозовой».
В 1904 году произведён в ранг капитана 2-го ранга. Во время Русско-японской войны командовал мореходной канонерской лодкой «Бобр», в должность вступил 12 июля 1904 года. За оборону Порт-Артура награждён золотой саблей с надписью «За храбрость».
3 сентября 1905 года награждён орденом Сятого Георгия IV степени «за выдающееся отличие, оказанное при атаке японцев на Кинчжоускую позицию, когда, получив приказание поддержать правый фланг обороняющагося, умело и решительно прошёл с вверенной ему мореходной канонерской лодкой „Бобр“ через Талиенванския заграждения, вошёл в бухту Напа и метким артиллерийским огнём, нанёс неприятелю тяжкия потери, чем воспрепятствовал обходу нашего праваго фланга» и орденом Святого Станислава II степени с мечами. Кроме того, за отличие против неприятеля, был награждён Святой Анны II степени с мечами.
После окончания военных действий переведён на Чёрное море. В 1906 году командовал минным крейсером «Капитан Сакен», а в 1906—1907 годах канонерской лодкой «Черноморец».
В 1908 году переведён на Балтику. В 1908—1911 годах командовал 6-м дивизионом эскадренных миноносцев Балтийского моря. 29 марта 1909 года произведён в капитаны 1-го ранга. В 1911 году назначен командиром бронепалубного крейсера «Диана», с которым вступил в начальный период Первой мировой войны. 6 декабря 1914 года награждён орденом Святого Владимира III степени, к которому 18 апреля следующего года были пожалованы мечи. В июле-августе 1915 года исполнял обязанности начальника Моонзундской укреплённой позиции и гарнизонов на островах Эзель, Даго, Моон. С сентября штаб-офицер временного оперативного отдела при начальнике Службы связи Балтийского моря. С 1916 года — на штабных должностях. С марта в распоряжении ГМШ. В октябре назначен заведовать Балтийской учётной канцелярией. С 20 января по 12 апреля 1917 года являлся штаб-офицером Временного оперативного отделения при Штабе Службы связи Балтийского моря, далее с 12 апреля вновь назначен Заведующим Балтийской учётной канцелярией.
После революции остался в России. В 1918 году перешёл на службу в Рабоче-крестьянский Красный флот. В 1918—1920 годах был комендантом Шлиссельбургской крепости и начальником Шлиссельбургской базы. В марте 1920 года отчислен от этой должности по состоянию здоровья, но в апреле 1921 года возвращён на действительную службу и назначен командиром спасательного судна «Волхов».
Скончался Владимир Владимирович 9 сентября 1921 года в Петрограде от воспаления легких, похоронен на Смоленском кладбище в Петрограде.

## Награды
- Орден Святого Владимира 4 степени с мечами и бантом (27.09.1900)
- Французский орден Почетного Легиона кавалерский крест (1901)
- Японский орден Святого Сокровища 4 степени (1902)
- Золотая сабля с надписью «За храбрость» (11.10.1904)
- Орден Святого Георгия 4 степени (03.09.1905)
- Орден Святого Станислава 2 степени с мечами (12.12.1905)
- Орден Святой Анны 2 степени с мечами (19.03.1907)
- Орден Святого Владимира 3 степени (06.12.1914)
- Мечи к ордену Святого Владимира 3 степени (18.04.1915)

## Семья
Жена Ольга Александровна Шельтинга (Клеверберг), дочь Корпуса флотских штурманов подполковника Александра Клеверберга.
Дети:
- Борис Владимирович (22 октября 1888 — после 1918) — лейтенант флота, в эмиграции после 1918 года.
- Юрий Владимирович (1 августа 1891—1962) — советский контр-адмирал.